# Женская сборная Бельгии по водному поло
Женская сборная Бельгии по водному поло — национальная ватерпольная команда, представляющая Бельгию на международной арене. Управляющей организацией является Королевская федерация плавания Бельгии (нидерл. Koninklijke Belgische Zwembond; фр. Fédération Royale Belge de Natation; англ. Royal Belgian Swimming Federation).

## Результаты выступлений

### Чемпионаты мира
| Год        | Место          | И              | В              | Н              | П              | ГЗ             | ГП             | +/-            |
| ---------- | -------------- | -------------- | -------------- | -------------- | -------------- | -------------- | -------------- | -------------- |
| 1986       | 7              | 6              | 2              | 0              | 4              | 45             | 73             | -28            |
| 1991—н. в. | не участвовали | не участвовали | не участвовали | не участвовали | не участвовали | не участвовали | не участвовали | не участвовали |

### Чемпионаты Европы
| Год        | Место          | И              | В              | Н              | П              | ГЗ             | ГП             | +/-            |
| ---------- | -------------- | -------------- | -------------- | -------------- | -------------- | -------------- | -------------- | -------------- |
| 1985       | 5              | 7              | 3              | 1              | 3              | 58             | 59             | -1             |
| 1987       | 6              | 6              | 1              | 0              | 5              | 27             | 74             | -47            |
| 1989       | 9              | 4              | 0              | 0              | 4              | 20             | 54             | -34            |
| 1991—н. в. | не участвовали | не участвовали | не участвовали | не участвовали | не участвовали | не участвовали | не участвовали | не участвовали |